# Щелапино
Щелапино — деревня в Володарском районе Нижегородской области. Входит в состав Ильинского сельсовета. Население 22 (2010) человек

## Общая физико-географическая характеристика
Географическое положение
По автомобильным дорогам расстояние до областного центра города Нижнего Новгорода составляет 82 км, до районного центра города Володарска — 31 км. Абсолютная высота 76 метров над уровнем моря.
Часовой пояс
Щелапино, как и вся Нижегородская область, находится в часовой зоне МСК (московское время). Смещение применяемого времени относительно UTC составляет +3:00.

## История
В «Списке населенных мест» Владимирской губернии по данным за 1859 год значится как владельческая деревня при пруде в 6 верстах от Гороховца. Относилась к первому стану Гороховецкого уезда. В деревне насчитывалось 20 дворов и проживало 113 человек (60 мужчин и 53 женщины).

## Население
| 1859 | 1905 | 1926 | 1999 | 2002 | 2010 |
| ---- | ---- | ---- | ---- | ---- | ---- |
| 113  | ↗180 | ↘130 | ↘15  | ↗16  | ↗22  |

Национальный состав
Согласно результатам переписи 2002 года, в национальной структуре населения русские составляли  100% из 16 человек.